# Папа, Бениньо Луиджи
Бениньо Луиджи Папа (итал. Benigno Luigi Papa; 25 августа 1935, Спонгано, Апулия — 6 марта 2023, Мартина-Франка, Апулия) — итальянский католический прелат, архиепископ Таранто (1990—2011).

## Биография
С 21 октября 1950 года насельник капуцинского монастыря в Джовинаццо. Учился в юношеских семинариях Джовинаццо и Скоррано. Принял монашеский постриг 24 августа 1952 года.
Изучал философию и католическую теологию в капуцинской священнической семинарии Санта Фара в Бари.
25 марта 1961 года посвящён в священнический сан. Затем учился в Папском Григорианском университете в Риме (1961—1963) и Папском библейском институте (1963—1965).
С 1966 года преподаватель и вице-ректор Теологического института Санта Фара в Бари, с 1967 года также префект священнической семинарии при институте. С 1973 года хранитель монастыря Санта Фара.
В 1974 году в Studium Biblicum Franciscanum (Иерусалим) защитил диссертацию доктора теологии Tensioni e unità della Chiesa negli Atti degli Apostoli («Трения и единство церкви в истории апостолов»).
Папа Иоанн Павел II 29 сентября 1981 года назначил его епископом Оппидо Мамертины-Пальми. Посвящён в сан 27 декабря архиепископом Турина кардиналом Анастасио Альберто Баллестреро, которому сослужили архиепископ Бари-Каноза и епископ Битонто Андреа Маграсси и архиепископ Реджо-Калабрия, епископ Бовы и Муро Аурелиано Соррентино. Бениньо Папа выбрал девиз In nome di Cristo («Во имя Христа»). Приступил к исполнению обязанностей 10 января 1982 года.
11 мая 1990 года назначен архиепископом Таранто. Вступил в должность 9 июня. В период его управления архиепархией реставрированы кафедральный собор и архиепископский дворец, в 2011 году построен музей.
В 1985—1990, 1991—1994 и 2000—2002 годах председатель комиссий, в 2002—2007 годах вице-президент Итальянской епископской конференции. В 1994—1999 годах председатель Епископской конференции Апулии.
Папа Бенедикт XVI принял его отставку по возрасту 21 ноября 2011 года. После этого Бениньо Папа до 5 января 2012 года возглавлял архиепархию в качестве апостолического администратора. С 4 апреля 2016 по 7 января 2017 года апостолический администратор архиепархии Мессина-Липари-Санта Лючия дель Мела.
Умер 6 марта 2023 года, похоронен в кафедральном соборе Таранто.